# Haaghof (Ködnitz)
Haaghof (oberfränkisch: In Hoch) ist ein Gemeindeteil der Gemeinde Ködnitz im Landkreis Kulmbach (Oberfranken, Bayern). Haaghof liegt in der Gemarkung Ködnitz.

## Geographie
Die Einöde liegt auf dem Rangen, einem Höhenrücken, der zum Obermainischen Hügelland zählt. Beim Ort entspringt ein namenloser Bach, der durch das östlich angrenzende Waldgebiet Hag fließt und in Waizendorf als linker Zufluss in den Weißen Main mündet. Ein Anliegerweg führt nach Pinsenhof zur Kreisstraße KU 10 (0,5 km südwestlich). Auf dem Weg dorthin gibt es einen Baum, der als Naturdenkmal geschützt ist.

## Geschichte
Der Ort wurde 1310 als „Kristansberg“ erstmals urkundlich erwähnt. Das Bestimmungswort ist Christian, der Vorname des Siedlungsgründers. 1443 wurde der aus zwei Höfen bestehende Ort letztmals so genannt. Seit 1495 wurde zwischen dem „Reygershof“ (1762 „Reichershof“) und dem „Pintzenhof“ unterschieden. Vom Reichershof heißt es 1785, dass er „insgemein Hag genannt“ wurde. 1813 erscheint erstmals die heutige Form „Haghof“. Reicher war der Besitzername des Hofes. Diese Familie saß bis in der ersten Hälfte des 18. Jahrhunderts auf dem Hof, in deren Nachfolge die Familie Schwarz. Der Besitzername wurde schließlich durch den Lagenamen Haag abgelöst.
Gegen Ende des 18. Jahrhunderts bestand Haaghof aus einem Anwesen. Das Hochgericht übte das bayreuthische Stadtvogteiamt Kulmbach aus. Das Kastenamt Kulmbach war Grundherr des Hofes.
Von 1797 bis 1810 unterstand der Ort dem Justiz- und Kammeramt Kulmbach. Mit dem Gemeindeedikt wurde Haaghof dem 1811 gebildeten Steuerdistrikt Tennach und der 1812 gebildeten gleichnamigen Ruralgemeinde zugewiesen. 1818 wurde der Gemeindesitz nach Ködnitz verlegt und die Gemeinde dementsprechend umbenannt.

### Einwohnerentwicklung
| Jahr      | 001818 | 001861 | 001871 | 001885 | 001900 | 001925 | 001950 | 001961 | 001970 | 001987 |
| Einwohner | 11     | 18     | 20     | 13     | 11     | 13     | 22     | 16     | 9      | 7      |
| Häuser    | 2      |        |        | 2      | 2      | 2      | 2      | 3      |        | 2      |
| Quelle    | [ 9 ]  | [ 12 ] | [ 13 ] | [ 14 ] | [ 15 ] | [ 16 ] | [ 17 ] | [ 18 ] | [ 19 ] | [ 1 ]  |

## Religion
Haaghof ist seit der Reformation evangelisch-lutherisch geprägt und nach St. Johannes (Trebgast) gepfarrt.